# Fekete László (operatőr)
Fekete László (Marosnémeti, 1889. április 29. – Kolozsvár, 1946. december 14.) erdélyi magyar fényképész, filmoperatőr.

## Élete
Iskolai tanulmányait követően kitanulta a fényképészmesterséget. Janovics Jenő, a magyar filmgyártás egyik. erdélyi úttörője felkérésére Bécsbe ment operatőri ismereteket tanulni. Hazatérése után 1914-től a Proja Filmgyárnál, majd a Corvin Filmgyár és Filmkereskedelmi Vállalatnál volt felvételező, később Janovics Jenő munkatársaként készítette a Proja-filmek laboratóriumi munkáit. A Proja Filmgyár operatőreként együtt dolgozott Kertész Mihállyal, Garas Mártonnal és Fekete Mihállyal is. Az 1910-es évek legjelentősebb erdélyi mestere, aki a gyakorlati munkában kamatoztatta fényképészmesteri képességeit.
Az 1920-as évek végén Fotófilm néven céget alapított Kolozsváron, ahol a Proja filmek laboratóriumi munkái készültek, majd mint fényképész és keskeny oktatófilmek készítője tevékenykedett.
Az 1930-as évek végén, illetve 1940-es évek első felében szisztematikusan fotózta az erdélyi embereket és népviseletet, közreműködött a 17. századi erdélyi magyar templomok karzat- és mennyezetfestményeinek, valamint szószékkoronáinak és paddíszeinek dokumentálásában. Képsorozatban örökítette meg az amerikai légierő 1944. június 2-i kolozsvári bombázásának pusztításait.
A házsongárdi temetőben nyugszik szüleivel és feleségével, Gróza Idával (1895-1933).

## Filmjei
- 1914 – A tolonc (rendező: Kertész Mihály)
- 1914 – Bánk bán (rendező: Kertész Mihály)
- 1915 – Leányfurfang (rendező: Janovics Jenő)
- 1915 – Éjféli találkozás (rendező: Garas Márton)
- 1916 – Liliomfi (rendező: Janovics Jenő)
- 1916 – Vergődő szívek (rendező: Garas Márton, vagy Janovics Jenő)[5]
- 1916 – Soha többé… mindörökké (rendező: Mérei Adolf)
- 1916 – A dolovai nábob leánya (rendező: Janovics Jenő)[6]
- 1916 – A szobalány (rendező: Mérei Adolf)
- 1917 – Csaplárné a betyárt szerette (rendező: Janovics Jenő) (kisjátékfilm)
- 1917 – A tanítónő (rendező: Janovics Jenő)
- 1917 – Az utolsó éjszaka[7] (rendező: Janovics Jenő)
- 1917 – A vasgyáros (rendező: Janovics Jenő)
- 1917 – A megbélyegzett (rendező: Janovics Jenő)
- 1917 – Ciklámen (rendező: Janovics Jenő)
- 1917 – A névtelen asszony (rendező: Janovics Jenő)
- 1917 – Szerzetes (rendező: Janovics Jenő)
- 1917 – A Gyurkovics lányok (rendező: Fekete Mihály)
- 1917 – A vén bakancsos és fia a huszár (rendező: Fekete Mihály)
- 1917 – Hotel Imperial (rendező: Janovics Jenő)
- 1917 – Sergius Panin (rendező: Janovics Jenő)
- 1917 – A vágy (rendező: Fekete Mihály)
- 1917 – Baccarat (rendező: Janovics Jenő)
- 1914 – A feleség (rendező: Janovics Jenő)
- 1918 – A legszebb kaland (rendező: ?)
- 1918 – Falusi madonna (rendező: Janovics Jenő)
- 1918 – A medikus (rendező: Janovics Jenő)
- 1918 – A szerelem haláltusája (rendező: Janovics Jenő)
- 1918 – Andor (rendező: Janovics Jenő)
- 1918 – Asszonyi eskü (rendező: Janovics Jenő)
- 1918 – Lila test, sárga sapka (rendező: Janovics Jenő)
- 1918 – Akik életet cseréltek (rendező: Fekete Mihály)
- 1918 – Palika (rendező: Janovics Jenő, Hetényi Elemér)
- 1918 – A kancsuka hazájában (rendező: Fekete Mihály)
- 1918 – A vadorzó (rendező: Janovics Jenő)
- 1918 – A métely (rendező: Fekete Mihály)
- 1918 – Sarah grófnő (rendező: Janovics Jenő)
- 1918 – Tisztítótűz (rendező: Janovics Jenő)
- 1918 – A medikus (rendező: Janovics Jenő)
- 1918 – Doktorok tragédiája (rendező: Fekete Mihály)
- 1919 – A mozitündér (rendező: Hetényi Elemér)
- 1920 – A két árva (rendező: Janovics Jenő) (román)
- 1920 – Din Grozaviile lumii (A világrém) (rendező: Janovics Jenő) (román)
- 1923 – Barbosul (A szakállas ember) (rendező: Salgó Géza) (román)
- 1924 – Színház és Társaság, divatrevü filmje (rendező: Janovics Jenő) (román)
- 1926 – Alo, America! (Halló, Amerika!) (rendező: Gróf László, Hetényi Elemér) (román)